# محوطه دیمزار
محوطه دیمزار مربوط به عصر برنز است و در شهرستان سلسله (الشتر)، بخش مرکزی، دهستان دوآب، ۲۰۰ متری شمال غرب روستای شیخ‌آباد تتر واقع شده و این اثر در تاریخ ۷ اسفند ۱۳۸۶ با شمارهٔ ثبت ۲۱۳۸۳ به‌عنوان یکی از آثار ملی ایران به ثبت رسیده است.